# Ansauvillers

Ansauvillers este o comună în departamentul Oise, Franța. În 1 ianuarie 2022 avea o populație de 1.140 de locuitori.